# 帕拉蒂 (堪薩斯州)
帕拉廷（英語：Palatine）是位於美國堪薩斯州埃利斯縣的一個鬼鎮。

## 歷史
帕拉廷的郵政局於1880年設立，直到1897年結束營運。